# Tailu
Tailu (kinesiska: 苔菉) är en köping i sydöstra Kina. Den ligger i Lianjiang härad i provinshuvudstaden Fuzhou i provinsen Fujian, omkring 70 kilometer nordost om centrala Fuzhou. Antalet invånare är 25 629. Befolkningen består av 12 328 kvinnor och 13 301 män. Barn under 15 år utgör 18,0 %, vuxna 15-64 år 73 %, och äldre över 65 år 7,0 %.